# Martina Veh
Martina Veh (* 1971 in Starnberg) ist eine deutsche Regisseurin und Hochschullehrerin, die in ihrem Beruf hauptsächlich in den Bereichen Musiktheater, Oper, Performance und Schauspiel tätig ist.

## Leben
Veh studierte zunächst von 1990 an fünf Jahre lang Architektur an der Technischen Universität München und schloss dieses Studium mit Diplom ab. Anschließend absolvierte sie bis 1999 ein Theater- und Opernregie-Studium an der Hochschule für Musik und Theater München, welches sie ebenfalls mit einem Diplom abschloss.
Ihre Inszenierungen waren unter anderem am Landestheater Niederbayern in Passau und Landshut (Madama Butterfly, 2002), am Pfalztheater Kaiserslautern (Ladies' Night, 2006), an der Semperoper in Dresden (UT-OP.er, Koproduktion Semperoper Kleine Szene und Technische Universität Dresden, Hochspannungshalle, 2009), auf der Münchener Biennale (Neda - der Ruf, die Stimme, 2012), im Museum für Abgüsse Klassischer Bildwerke München (STYX - Orfeo's Past Now, 2014), am Theater Erfurt (Gutenberg, 2016) und am Theater Winterthur (L’incoronazione di Poppea, 2016) zu sehen.
Martina Veh war von 2001 bis 2008 an der Opernschule der Franz-Liszt-Musikakademie in Budapest als Gastdozentin tätig, von 2003 an drei Jahre lang als Professorin. Seit 2012 ist sie Dozentin für die Masterclass Musiktheater/Operngesang der Hochschule für Musik und Theater München an der Theaterakademie August Everding.

## Inszenierungen (Auswahl)
- 1998 Amadis di Grecia, Museum für Abgüsse Klassischer Bildwerke München
- 2000 Bedenkt die Zeit nach der Kantate Applausus von Joseph Haydn, Bearbeitung: Albert Keller, St. Michael (München)
- 2002 Madama Butterfly von Giacomo Puccini, Südostbayerischen Städtetheater
- 2003 Die wundersame Schustersfrau von Federico García Lorca, Teamtheater, München
- 2004 Effi Briest von Theodor Fontane, Bearbeitung: Petra Maria Grühn, Teamtheater, München
- 2005 La traviata von Giuseppe Verdi, Landestheater Niederbayern
- 2006 Ladies’ Night von Anthony McCarten, Pfalztheater Kaiserslautern
- 2007 The Turn of the Screw von Benjamin Britten, Landestheater Niederbayern
- 2008 Irma la Douce, Musical von Marguerite Monnot, Landestheater Niederbayern
- 2009 UT-OP.er nach Thomas Morus’ Utopia von Alexander Strauch, Libretto/Konzept: Martina Veh, Semperoper Kleine Szene und Technische Universität Dresden
- 2010 Mass von Leonard Bernstein, Evang.-Luth. St.-Markus-Kirche, Ökumenischer Kirchentag, München[8]
- 2011 Scipolo oder die Macht der Musik, ein Händel-Pasticcio, Händel-Festspiele Halle (Saale)
- 2012 NEDA – der Ruf, die Stimme von Alexander Strauch, Münchener Biennale
- 2012 President Jekyll von Christoph Reiserer, Libretto: Frido Mann/Martina Veh, Amerika-Haus (München)[9]
- 2013 fliegender teppich 2013 – Odyssee, drei Opern von Sinem Altan, Amos Elkana, Giorgos Koumendakis nach einer Idee von Konstantia Gourzi mit dem Kinderchor der Bayerischen Staatsoper, Carl-Orff-Saal, Gasteig München[10]
- 2014 STYX-Orfeo’s Past Now von Alexander Strauch, Museum für Abgüsse Klassischer Bildwerke München
- 2015 Queen Edward II. von Alexander Strauch, The Helix Theatre Dublin, Black Box im Gasteig München, ufa-Fabrik Berlin[11]
- 2016 L’incoronazione di Poppea von Claudio Monteverdi, u. a. Stadttheater Minden, Cuvilliés-Theater München, Lessingtheater Wolfenbüttel und Theater Winterthur[12]
- 2016 Gutenberg von Volker David Kirchner und Die digitale Revolution mit Werken von Johann Sebastian Bach und Gunnar Geisse, Theater Erfurt
- 2016 Ulisse nach Claudio Monteverdi, Lager West im Prinzregententheater München
- 2017 Così fan tutte, ossia La scuola degli amanti von W.A.Mozart, Mainfranken Theater Würzburg
- 2017 Jo Wá – Zusammen?Leben! Ein Mobiles Musik-Theater von John Awofade Olugbenga und Stephan Lanius, Teamtheater Salon München
- 2018 La Bohème von Giacomo Puccini, Mainfranken Theater Würzburg
- 2019 Im Narrenland Mobiles Musik-Theaterprojekt zum Thema Zusammenleben und Extremismus von John Taha Karem und Stephan Lanius, München und Umgebung
- 2019 Don Giovanni von Wolfgang Amadeus Mozart, Theater Lübeck
- 2019 ANDIAMO (part 1) [ahn-dyah-maw] [ɑnˈdyɑ mɔ] von Tom Jaspers et al., Theater de Leeuw, Arnhem